# 桓檀古記
桓檀古記（ 朝: 환단고기）は、超古代からの朝鮮半島の歴史を太白教の桂延壽が編集したものを李沂が1911年（檀君紀元5808年）5月に印刷したとされる偽書。現行版は1949年に李裕岦が呉炯基に清書させ、1979年に印刷した版である。檀君の神話や古代の檀君朝鮮、倭人のことなどが記述されている。
『三国遺事』を著わした一然が、『三国遺事』のなかで檀君朝鮮に関する記述を引用したとしている『朝鮮古記』に書かれている内容をベースにしている。

## 構成
- 『三聖記』:三聖とは、桓仁または桓因、桓雄、王儉のこと。
  - 上編（安含の撰、桂延壽の蔵本）
  - 下編（老元と董仲の撰、白進士 寛黙の蔵本）本書によれば、檀君王儉の実名は有帳であるという。
- 『檀君世紀』（高麗の紅杏花の李村先生 文貞公による1283年の撰という、白進士 寛黙の蔵本）この記述により檀君紀元の元年を決めたとする説があるが認められていない。
- 『北夫餘紀』（范橦の撰、李進士 享木式家蔵本）
- 『迦葉原夫餘紀』
- 『太白逸史』（李陌の編、海鶴 李沂の蔵本）

「三神五帝本紀」、「桓国本紀」、「神市本紀」、「三韓管境本紀」（馬韓世家上・下、番韓世家上・下）、「蘇塗経典本訓」、「高句麗国本紀」、「大震国本紀」で構成される。この「大震国本紀」には倭人関連の記事があり、日本の古史古伝研究者の研究対象である。

### 「檀君世紀」上編の王名表
1. 王倹 （紀元前2333年 - 紀元前2240年）
2. 扶婁 （紀元前2240年 - 紀元前2182年）
3. 嘉勒 （紀元前2182年 - 紀元前2137年）
4. 烏斯丘 （紀元前2137年 - 紀元前2099年）   
烏斯丘は紀元前2133年、円孔貝銭を作らせた。
紀元前2119年、夏王相が徳を失うと、帝は息達に命じ、真韓・弁韓三部の兵を率いてこれを征伐した。
5. 丘乙 （紀元前2099年 - 紀元前2083年）   
丘乙は初めて十干十二支を利用して暦を作った。
6. 逹門 （紀元前2083年 - 紀元前2047年）
7. 翰栗 （紀元前2047年 - 紀元前1993年）
8. 于西翰 （紀元前1993年 - 紀元前1985年）
9. 阿述 （紀元前1985年 - 紀元前1950年）
10. 魯乙 （紀元前1950年 - 紀元前1891年）
11. 道奚 （紀元前1891年 - 紀元前1834年）
12. 阿漢 （紀元前1834年 - 紀元前1782年）
13. 屹逹 （紀元前1782年 - 紀元前1721年）
14. 古弗 （紀元前1721年 - 紀元前1661年）
15. 代音 （紀元前1661年 - 紀元前1610年）   
紀元前1661年、殷王小甲は使いを遣わし代音に和を求めた。
16. 尉那 （紀元前1610年 - 紀元前1552年）   
紀元前1583年、九桓の諸汗が寧古塔に集まり、三神上帝を祭って桓因、桓雄、蚩尤及び檀君王倹を配した。
17. 余乙 （紀元前1552年 - 紀元前1484年）
18. 冬奄 （紀元前1484年 - 紀元前1435年）
19. 緱牟蘇 （紀元前1435年 - 紀元前1380年）
20. 固忽 （紀元前1380年 - 紀元前1337年）
21. 蘇台 （紀元前1337年 - 紀元前1285年）
22. 索弗婁 （紀元前1285年 - 紀元前1237年）
23. 阿忽 （紀元前1237年 - 紀元前1161年）
24. 延那 （紀元前1161年 - 紀元前1150年）
25. 率那 （紀元前1150年 - 紀元前1062年）
26. 鄒魯 （紀元前1062年 - 紀元前997年）
27. 豆密 （紀元前997年 - 紀元前971年）
28. 奚牟 （紀元前971年 - 紀元前943年）
29. 摩休 （紀元前943年 - 紀元前909年）
30. 奈休 （紀元前909年 - 紀元前874年）
31. 登兀 （紀元前874年 - 紀元前849年）
32. 鄒密 （紀元前849年 - 紀元前819年）
33. 甘勿 （紀元前819年 - 紀元前795年）
34. 奥婁門 （紀元前795年 - 紀元前772年）
35. 沙伐 （紀元前772年 - 紀元前704年）
36. 買勒 （紀元前704年 - 紀元前646年）
37. 麻勿 （紀元前646年 - 紀元前590年）   
麻勿は南方へ行幸中淇水に至って崩御し、太子多勿が即位した。
麻勿については即位と死亡に関する記述しか残っていない。これは王倹朝鮮に内乱が起きたからと推定されている。
38. 多勿 （紀元前590年 - 紀元前545年）
39. 豆忽 （紀元前545年 - 紀元前509年）
40. 逹音 （紀元前509年 - 紀元前491年）
41. 音次 （紀元前491年 - 紀元前471年）
42. 乙于支 （紀元前471年 - 紀元前461年）
43. 勿理 （紀元前461年 - 紀元前425年）
44. 丘勿 （紀元前425年 - 紀元前396年）
45. 余婁 （紀元前396年 - 紀元前341年）
46. 普乙 （紀元前341年 - 紀元前295年）   
紀元前296年、韓介が須臾の兵を率いて宮廷を侵犯し、自ら王になろうしたが、古列加将軍が義兵を起こしてこれを打ち破った。
47. 古列加 （紀元前295年 - 紀元前238年）

## 20世紀の偽書
日韓併合の翌年に編纂された本書の「檀君世紀」や「太白逸史」には中国の清の時代の地名や嘉慶以後の言葉「長春」や「太白逸史」の引用書「朝代記」に男女平等、父権などの用語がある。また編纂に必要な引用文献などが明確でなく、不明であるにもかかわらず、古代以来伝えられた真実を記載したとするため偽書とされる。この点で日本の古史古伝と似ている。
事実、本書は日本の古史古伝の研究家、鹿島曻により1982年、古史古伝と同じ扱いで日本語訳書が出版されることにより大韓民国で有名になった。

## 教科書
本書は1979年に大韓民国で出版された。一部の在野歴史学者の中には、偽書である本書を歴史国定教科書への掲載要求運動があったが、歴史国定教科書への掲載は見送られている。

## 参考資料
- 鹿島曻、1990、『桓檀古記要義　日韓民族共通の古代史』、新国民社 ISBN 978-4915157684 ASIN 4915157687
- 鹿島曻、1988、「桓檀古記バビロンから来た民族」、『歴史読本　特集　消された歴史書「古史古伝」』488号、新人物往来社、1988年11月
- 桂延寿編（編）、鹿島曻訳、1982、『桓檀古記　シルクロード興亡史』、歴史と現代社 ISBN 4-915157-33-4
- 桂延寿編（編）、朴尚得訳、2003、『桓檀古記　蒙古斑族渕源物語』、春風書房
- 田中勝也、1986、『異端日本古代史書の謎』、大和書房〈古代学ミニエンサイクロペディア 10〉 ISBN 978-4479470106 ASIN 4479470107
- 別冊歴史読本編集部、1993、「「古史古伝」論争」、『別冊歴史読本特別増刊 14 <これ一冊でまるごとわかる>シリーズ 2』、新人物往来社
  - 趙仁成「韓国における古代史論争と『揆園史話』『檀奇古史』『桓檀古記』」
  - 李基東「古朝鮮疆域論争」